# لاري بلايدن
لاري Blyden (و. 1925 – 1975 م) هو ممثل من الولايات المتحدة الأمريكية ولد في هيوستن، تكساس.

## التعليم
تعلم في جامعة هيوستن.

## روابط خارجية
- لاري بلايدن على موقع IMDb (الإنجليزية)
- لاري بلايدن على موقع ألو سيني (الفرنسية)
- لاري بلايدن على موقع ميوزك برينز (الإنجليزية)
- لاري بلايدن على موقع قاعدة بيانات برودواي على الإنترنت (الإنجليزية)
- لاري بلايدن على موقع قاعدة بيانات برودواي على الإنترنت (الإنجليزية)
- لاري بلايدن على موقع قاعدة بيانات الأفلام السويدية (السويدية)
- لاري بلايدن على موقع أول ميوزيك (الإنجليزية)
- لاري بلايدن على موقع ديسكوغز (الإنجليزية)
- لاري بلايدن على موقع قاعدة بيانات الفيلم (الإنجليزية)
- لاري بلايدن على موقع كينوبويسك (الروسية)